# Грушецкий, Михаил Михайлович
Михаи́л Миха́йлович Груше́цкий (15 мая 1810 — 4 января 1895) — отставной гвардейский капитан из дворянского рода Грушецких, псковский губернский предводитель дворянства, заядлый театрал и помещик-владелец Псковского драматического театра.

## Биография
Окончил Школу гвардейских прапорщиков и кавалерийских юнкеров. До 33 лет находился па воинской службе. В чине штабс-капитана ушёл в отставку, при отставке получив чин капитана. В 1844 году Грушецкого избрали уездным предводителем дворянства Псковского уезда; с 29 ноября 1859 года по 1862 год он исполнял должность Псковского губернского предводителя дворянства, был членом губернского комитета.

На собственные деньги содержал в Пскове драматический театр. В архиве Пскова хранится рапорт губернатора за 1854 год, в котором он докладывает следующее:
— Имею честь уведомить, что в вверенной мне губернии публичных театров не устроено, но псковский уездный предводитель дворянства нанял для театра частное помещение, в котором по мере средств его бывают оные временно публичные театральные представления.
 Так же об этом же упоминается и в «Псковских губернских ведомостях» за 3 мая 1875 года: 
Известно нам по преданию, что было время, когда в нашем Пскове существовал постоянный театр под руководством и на средства записного театрала-помещика г. Грушецкого
.
На сцене театра шли «Недоросль» Д. И. Фонвизина, пьесы демократического содержания: «Лев Гурыч Синичкин или Провинциальная дебютантка» Д. Т. Ленского, «Дочь русского актёра» П. И. Григорьева, «Дедушка русского флота» Н. А. Полевого и другие. До Грушецкого Псковский театр не имел постоянного помещения и представления устраивались в залах гимназии, дворянского собрания и частных домов (так, в 1840-х годах шли спектакли в доме купца Плюшкина).
М. М. Грушецкий был директором театра в начале 1850-х годов и снимал для спектаклей частные помещения за собственные деньги. При нём действовал постоянный театр с участием профессиональных артистов. Игра актёров не отличалась большим профессионализмом, но, тем не менее, зал во время представлений был полон.
После Грушецкого в 1876 году в Пскове был выстроен деревянный театр. Правда он просуществовал недолго, так как сгорел.
Сохранилось письмо-прошение от помещицы Опоческого уезда М. И. Осиповой М. М. Грушецкому, как к губернскому предводителю дворянства и члену губернского комитета в помощи разрешения вопроса о неповиновении барщинских крестьян.